# Левкович, Анатолий Иосифович
Анатолий Иосифович Левкович (бел. Анатоль Іосіфавіч Ляўковіч; р.9 июня 1953, Гомельская область, деревня Дуброва) — белорусский политик, один из основателей Белорусской социал-демократической партии «Грамада» и социал-демократического движения в Республике Беларусь, кандидат философских наук, доцент.

## Ранние годы
Анатолий Левкович родился в крестьянской семье, которая проживала в глуби Гомельского Полесья. Трудовую деятельность начал в 13 лет на кирпичном заводе. Окончив восьмилетнюю школу продолжил учёбу в Республиканском Могилевском культурно-просветительском училище на театральном отделении. После училища служил в Ракетных войсках стратегического назначения (РВСН) СССР в дивизии, которая во время Карибского кризиса дислоцировалась на Кубе.
В предвыборной агитационной листовке за 1995 год, когда Левкович баллотировался в депутаты Верховного Совета Республики Беларусь, политик так вспоминал свои детские годы:
Родители – крестьяне, воспитали меня в уважении к старшим и слабым. Научили понимать чужую боль и беду. Своей жизнью учили любить родную Беларусь. С детства изведал нелегкую работу крестьянина.

## Научная деятельность
После завершения воинской службы (офицер запаса) Анатолий Левкович поступил и с успехом окончил Белорусский государственный университет (БГУ). Был аспирантом кафедры философии БГУ и в 1984 году защитил диссертацию по теме «Динамика мировоззренческих оснований исследования природы человека (гносеологический и социокультурный аспекты)». Научные интересы — проблемы человека и общества, методология науки.
С 1979 года по 2006 год преподавал в Брестском государственном университете имени А. С. Пушкина. Имеет более двухсот, в том числе и научных, публикаций.
В 2006 году издал научно-популярную брошюру «Идеологический ликбез», где подытожил публикации в периодических изданиях с 2000 года. С середины 2000-х годов Анатолий Левкович продвигает свои тезисы и политические концепции через государственные и негосударственные СМИ.

## Политическая деятельность
В политику Анатолий Левкович пришёл в 1985 году, когда на апрельском пленуме ЦК КПСС генеральный секретарь Михаил Горбачёв объявил программу широких реформ под лозунгом «ускорения социально-экономического развития страны», что означало ускорение продвижения по социалистическому пути на основе эффективного использования достижений научно-технического прогресса, активизации человеческого фактора и изменения порядка планирования. Многие историки считают это событие началом «перестройки» в СССР. Будучи принятым в члены КПСС, ещё во время службы в рядах Советской Армии, Анатолий Левкович стал активистом «Демократической платформы в КПСС». Левкович был делегатом Всесоюзной конференции «Демплатформы» и представлял в Москве демократическое крыло КПБ (1990 г.). На Всесоюзной Конференции «Демплатформы» были приняты ряд демократических требований к 28 съезду КПСС. Именно на этой конференции было впервые сформулировано требование о ликвидации шестой статьи Конституции СССР, которая закрепляла принцип однопартийности и возрождения многопартийности. Однако, последний съезд КПСС проигнорировал требования Всесоюзной конференции. В связи с этим, входящие в «Демплатформу» члены партии, в том числе и Левкович, организованно вышли из КПСС. Некоторые из них впоследствии стали учредителями и активистами новых партий, которые вскоре начали создаваться в СССР, в том числе и в Беларуси.
С конца 1980-х годов до середины 1990-х годов Анатолий Левкович занимается организацией социал-демократического, правозащитного и независимого профсоюзного движения в Брестской области. После выхода из КПСС (1990 г.) активизировал деятельность по организации и возрождению социал-демократического движения в независимой Беларуси. Он был делегатом съезда (март 1991 г.), одним из учредителей в новой истории Беларуси первой социал-демократической партии — БСДГ (до ликвидации БСДП "Грамада"). Первый председатель Брестской областной организации Белорусской социал-демократической партии (Народная Грамада). В 2005 году удостоен внутрипартийного звания "Почётный председатель Брестской областной организации БСДП".
С января 2005 по апрель 2005 года председатель Белорусской социал-демократической партии (Народная Грамада). После объединительного съезда Белорусской социал-демократической партии (Народная Грамада) и Белорусской социал-демократической Грамады (БСДГ) образована единая Белорусская социал-демократическая партия «Грамада». Анатолий Левкович избран первым заместителем председателя партии.
В августе 2008 года Анатолий Левкович снова избран председателем партии и руководил Белорусской социал-демократической партией до октября 2011 года.
В 2012 -2022 годах Левкович возглавлял Организационный комитет по формированию Республиканского общественно-просветительского объединения (РОПО) «Социал-демократы за диалог и консолидацию» .
С 2007 года по 2009 год сопредседатель Объединённых демократических сил Беларуси (ОДС), где координировал избирательные кампании коалиции.
8 февраля 2010 года в Москве принял участие и выступил на Первом форуме социалистических и социал-демократических партий стран СНГ.
С марта 2017 года по ноябрь 2021 года являлся членом Совета Гуманитарно-просветительского общественного объединения «Содружество Полесья».

## Позиция Левковича и критика
Анатолий Левкович один из немногих белорусских политиков готовых и открытых к созидательному диалогу. С 2007 года Левкович развивает и отстаивает стратегию «За диалог и консолидацию». Она основывается на принципах четырёх «К»: конструктивизм, компромисс, консенсус, консолидация.
Политик предлагает Беларуси «Новую политику». Подразумевается необходимость проведения во всех сферах жизни белорусского общества «евроремонта» с европейскими правилами и стандартами. При этом в текущей и среднесрочной перспективе, разделяя позицию главы государства, всем субъектам белорусского политического процесса необходимо консолидировано придерживаться внешней доктрины для Беларуси: «Россия — стратегический союзник, Запад — стратегический партнёр».
Конструктивная и созидательная позиция Анатолия Левковича была принята в «штыки» партийными догматиками из-за чего политик потерял пост председателя. Конструктивная позиция Левковича также является почвой для критики со стороны традиционных радикальных лидеров белорусской оппозиции. Оппоненты Левковича считают, что с действующей белоруской властью и президентом РБ Александром Лукашенко нельзя вести диалог.
В противовес критикам Анатолий Левкович убеждён:
Что только на пути Новой политики у народа и белорусских элит появится привлекательная цель – демократическая, независимая Беларусь, что позволит находить компромиссы и приходить к  консенсусу по самым сложным вопросам дальнейшего развития страны.

## Президентские выборы 2015 года
В августе 2012 года в Бресте основана Гражданская инициатива «За Левковича», сам политик заявил в СМИ, что не имеет отношения к данной общественной структуре. Активисты инициативы сообщили в прессе почему поддерживают Левковича:
Во-первых: Анатолий Левкович не с властью и оппозицией, а с народом. Во-вторых: Анатолий Левкович за продуктивный прогресс в развитии нашей страны. В-третьих: Анатолий Левкович не оппозиция, а альтернатива закоренелой системе. Нам надоели одни и те же люди, как во власти, так и в оппозиции, которой и нет – это одна шайка. 20 лет они играют друг другу в поддавки. Отдавая голос за Левковича, Вы отдаёте голос за прогресс и развитие страны.
27 мая 2014 года Гражданская инициатива «За Левковича» объявила, что считает Анатолия Левковича единственным достойным кандидатом в Президенты Республики Беларусь и будет выдвигать политика на этот пост. Левкович в очередной раз заявил СМИ, что не имеет отношения к инициативе, но приветствует неизвестных соратников.
В 2014 году сторонники политика сообщили о создании бренда «Левкович 2015»:
Центристские силы Беларуси, конструктивные общественно-политические движения и активисты в предстоящей президентской избирательной кампании поддерживают Левковича. (...) Его политические взгляды полностью соответствуют мировоззрению белорусов, а предложенная им и его соратниками политическая стратегия «За диалог и консолидацию» отвечает чаяньям людей из самых разных социальных слоев. Предложения А.Левковича о проведении государством «Новой политики», направлены, в том числе, на формирование в стране реального политического процесса, когда конструктивно мыслящие оппоненты власти и общественные активисты смогут войти в системный политический процесс, и, соответственно, смогут взять на себя часть ответственности за укрепление белорусского государства.
Сам политик не исключал намерения побороться за пост Президента Республики Беларусь.
В июле 2015 года Левкович заявил, что не будет участвовать в президентских выборах.